# Wilhelm Alexander von Dohna-Schlodien
Wilhelm Alexander von Dohna-Schlodien (* 31. Januar 1695 in Mohrungen; † 9. Juli 1749 in Mallmitz bei Sprottau) war ein königlich-preußischer Generalleutnant, Chef des Infanterie-Regiments Nr. 38 sowie Ritter der Pour le Mérite und des Johanniterordens. Er war der Sohn von Christoph I. zu Dohna-Schlodien und Frederika Maria von Dohna.

## Leben
Er ging 1708 ins preußische Regiment Nr. 5 (Armin). Am 1. Dezember 1713 wurde er Hauptmann (Kapitän), am 20. Januar 1716 Major, am 1719 Oberstleutnant und im Juni 1728 Oberst. Unter Friedrich II. bekam er 1740 das neuerrichtete Infanterie-Regiment Nr. 38. 1742 wurde er zum Generalmajor ernannt und am 18. März 1745 zum Generalleutnant, zudem erhielt er etwa zeitgleich den Schwarzen Adlerorden.
Er kämpfte im Pommernfeldzug 1715/1716 sowie in beiden schlesischen Kriegen.

## Familie
Er war mit Henriette Sophia Gräfin von Roedern (* 8. Januar 1694; † Juni 1778) verheiratet. Sie war die Tochter von Graf Heinrich Gottlob von Roeder (1646–1726) Herr auf Mallmitz. Das Paar hatte folgende Kinder:
- Wilhelm Christoph Gottlob (* 13. November 1724; † 17. August 1787), Universalerbe seines Onkels Carl Albert von Roedern, ⚭ 10. November 1760 Friederike von Reichenbach (* 10. Mai 1740; † 17. März 1814)
- Sophie Amalie (* 18. Juni 1728; † 16. Dezember 1793) ⚭ 16. November 1750 Hans Gottlob von Schoenaich-Carolath (* 27. Februar 1726; † 5. Dezember 1803)
- Friedrich Alexander (1727–1728)